# Niemiecka Republika Demokratyczna
Niemiecka Republika Demokratyczna (oficjalny skrót NRD; niem. Deutsche Demokratische Republik, DDR, potocznie Niemcy Wschodnie) – istniejące w Europie środkowej w latach 1949–1990 państwo niemieckie powstałe 7 października 1949 roku na terenie radzieckiej strefy okupacyjnej (niem. Sowjetische Besatzungszone in Deutschland, SBZ) będące częścią bloku wschodniego. Likwidacja NRD nastąpiła 3 października 1990 roku, gdy powstałe w miejsce NRD landy przystąpiły do RFN tworząc zjednoczone Niemcy.

## Geografia
NRD graniczyła od zachodu z Republiką Federalną Niemiec, od południa z Czechosłowacką Republiką Socjalistyczną, od wschodu z Polską Rzeczpospolitą Ludową oraz z enklawą Berlin Zachodni wewnątrz terytorium NRD, a jej całkowita powierzchnia liczyła 108 333 km².
Północną część NRD stanowiły pobrzeże Morza Bałtyckiego i obszar Pojezierzy Meklemburskich. Północną i środkową stanowiły Nizina Północnoniemiecka oraz Nizina Sasko-Łużycka, na południu rozciągały się obszary wyżyn Średniogórza Niemieckiego oraz gór Masywu Czeskiego. Na ziemie NRD składały się następujące współczesne niemieckie landy:
- Berlin (bez dawnego Berlina Zachodniego),
- Brandenburgia,
- Dolna Saksonia (tylko Amt Neuhaus i fragment Bleckede),
- Meklemburgia-Pomorze Przednie,
- Saksonia,
- Saksonia-Anhalt,
- Turyngia.

Rekordy geograficzne:
- Najwyższe wzniesienia kraju – Fichtelberg (1214 m n.p.m.) w Rudawach i dalej Brocken (1142 m n.p.m.) w górach Harzu, Auersberg(inne języki) (1019 m n.p.m.) w Rudawach, Großer Beerberg(inne języki) (982,9 m n.p.m.) w Lesie Turyńskim;
- Największa wyspa – Rugia (926,4 km²);
- Największe jeziora – Müritz (116,8 km²), Schweriner See (63,4 km²);
- Najdłuższe rzeki – Łaba (566,3 km), Soława (427 km), Odra (161,7 km);
- Najdłuższy kanał – Odra-Hawela (84,6 km).

## Demografia
W czasie swojego istnienia, NRD zamieszkana była przez około 17 milionów osób, w latach 1949–1990 liczba ludności spadła o ok. 10%. Po zjednoczeniu, na byłych terenach NRD w latach 1989–2000 populacja spadła o 8%.
| Rok  | Ludność (w mln) | Pracujący (w mln) |
| ---- | --------------- | ----------------- |
| 1950 | 18,388          | 7,196             |
| 1960 | 17,188          | 7,686             |
| 1970 | 17,068          | 7,769             |
| 1980 | 16,740          | 8,225             |
| 1988 | 16,675          | 8,594             |

### Największe miasta NRD
| Lp. | Miasto            | Liczba ludności (w tys.; stan na VI 1975) | Okręg (Bezirk)        |
| --- | ----------------- | ----------------------------------------- | --------------------- |
| 1.  | Berlin (wschodni) | 1094                                      | –                     |
| 2.  | Lipsk             | 577,1                                     | Okręg Lipsk           |
| 3.  | Drezno            | 507,7                                     | Okręg Drezno          |
| 4.  | Karl-Marx-Stadt   | 303,8                                     | Okręg Karl-Marx-Stadt |

## Ustrój
NRD było państwem o ustroju socjalistycznym, wprowadzono system polityczny i społeczny oparty na wzorach radzieckich. Najwyższym organem władzy państwowej NRD była Izba Ludowa (niem. Volkskammer), która wybierała Radę Państwa (niem. Staatsrat der DDR). Władzę wykonawczą sprawował rząd odpowiedzialny przed Izbą Ludową. Kierowniczą rolę sprawowała Niemiecka Socjalistyczna Partia Jedności (SED), a prócz niej istniały jeszcze cztery inne partie polityczne. Wszystkie partie i organizacje masowe działały we wspólnym bloku – Narodowy Front Niemieckiej Republiki Demokratycznej (niem. Nationale Front).
Święta państwowe w NRD:
- 1 maja – Międzynarodowe Święto Pracy
- 8 maja – Rocznica wyzwolenia od faszyzmu (1945)
- 7 października – Rocznica proklamowania NRD (1949)

## Podział administracyjny
Jednostką podziału administracyjnego (przeprowadzonego w 1952 roku, do tego roku istniały kraje związkowe (landy)) stały się okręgi (Bezirk), których było łącznie czternaście. Ich stolicami były Chociebuż, Drezno, Erfurt, Frankfurt nad Odrą, Gera, Halle, Karl-Marx-Stadt, Lipsk, Magdeburg, Neubrandenburg, Poczdam, Rostock, Schwerin oraz Suhl. Berlin Wschodni wydzielono.
Stolicą NRD był Berlin, a konkretnie jego część zwana Berlinem Wschodnim (oddzielona od Berlina Zachodniego tzw. Murem Berlińskim). Berlin jako całość, podzielony na cztery sektory, podlegał okupacji czterech mocarstw, a Berlin Wschodni był częścią strefy radzieckiej.

## Historia

### Proklamacja i pierwsze lata

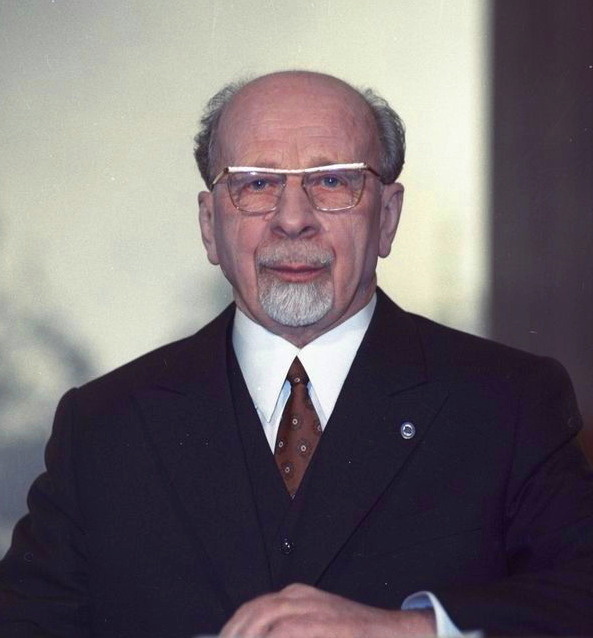
Walter Ulbricht

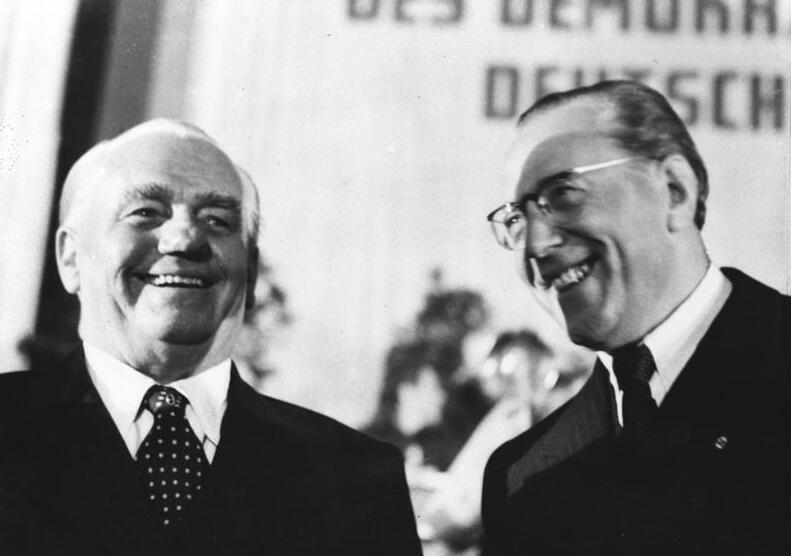
Przywódcy NRD: prezydent Wilhelm Pieck i premier Otto Grotewohl, 1949

W 1945 roku Niemcy podzielono na cztery strefy okupacyjne. Wschodnia część znalazła się pod kontrolą Związku Radzieckiego. 7 września 1949 roku strefy kontrolowane przez Wielką Brytanię, Francję i Stany Zjednoczone połączyły się w RFN. 7 października powstała Niemiecka Republika Demokratyczna we wschodniej części kraju, z radzieckiej strefy okupacyjnej. Władzę w NRD od 21 kwietnia 1946 sprawowała Socjalistyczna Partia Jedności Niemiec (SED). SED powstała po połączeniu Komunistycznej Partii Niemiec i Socjalistycznej Partii Niemiec. W latach 1946–1948 SED ugruntowała swoją pozycję polityczną i zdominowała organy władzy w radzieckiej strefie okupacyjnej. Program SED opierał się na odbudowie zjednoczonych Niemiec jako antyfaszystowskiej, parlamentarno-demokratycznej republiki oraz na wprowadzeniu socjalizmu. Partia ta w marcu 1948 roku powołała Niemiecką Radę Ludową, która 7 października 1949 roku przekształciła się w Tymczasową Izbę Ludową, przyjęła konstytucję i proklamowała powstanie nowego państwa.
Władzę objęła SED. Jej kierownictwo było zdominowane przez działaczy prokomunistycznych, będących wcześniej członkami Komitetu Narodowego „Wolne Niemcy”, organizacji utworzonej w trakcie II wojny światowej prowadzącej walkę z III Rzeszą.
Pierwszymi przywódcami partii byli Otto Grotewohl oraz Wilhelm Pieck, którzy pełnili funkcje współprzewodniczących. Pierwszym prezydentem NRD został Johannes Dieckmann, który swój urząd pełnił przez cztery dni, po czym został zastąpiony przez Wilhelma Piecka (w zamian za to Dieckmann objął urząd przewodniczącego Izby Ludowej). 12 października na urząd premiera wybrano Otto Grotewohla; tego samego dnia Izba Ludowa przyjęła konstytucję. Konstytucja gwarantowała SED kierowniczą rolę w państwie i wprowadzała gospodarkę planową. SED pod nadzorem radzieckich władz okupacyjnych – Radzieckiej Administracji Wojskowej w Niemczech SMAD (1945–1949), następnie Radzieckiej Komisji Kontroli w Niemczech (1949–1953) i aparatu Wysokiego Komisarza ZSRR w Niemczech (1953–1955), przeprowadziła między innymi częściowo reformę rolną, nacjonalizację przemysłu, środków transportu, banków, denazyfikację i demilitaryzację. Reformy zatwierdził III Zjazd SED, na którym sekretarzem generalnym partii wybrany został Walter Ulbricht.
SED sprawowała kontrolę nad większością dziedzin życia. Wyjątkowo rozbudowany był aparat policji politycznej Ministerstwa Bezpieczeństwa Państwowego (niem. Ministerium für Staatssicherheit, znane jako Stasi). Według konstytucji kierowniczą rolę w państwie sprawowała SED. Zachowano fasadowy system wielopartyjny oraz zakazano działalności opozycyjnej.
W latach 1946–1948 przeprowadzono nacjonalizację przemysłu i kolektywizację rolnictwa. 30 maja 1949 roku trzeci Kongres Ludowy przyjął nową konstytucję. NRD od 1950 roku była członkiem RWPG. W latach 1951–1955 wykonywano pierwszy plan gospodarczy. W 1952 roku przeprowadzono reformę administracyjną.

### Powstanie czerwcowe

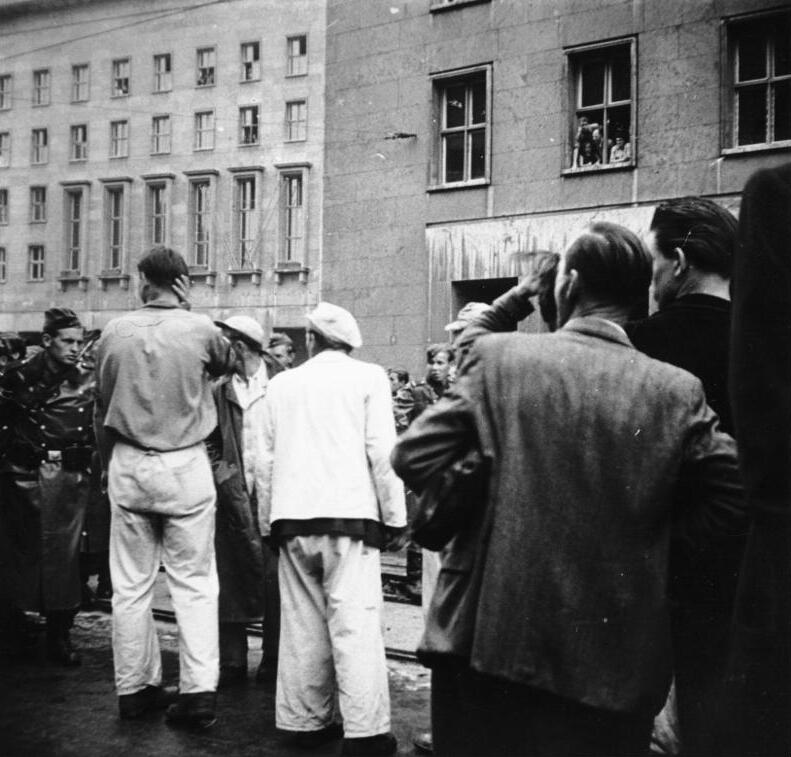
Demonstracja robotników berlińskich podczas powstania robotniczego

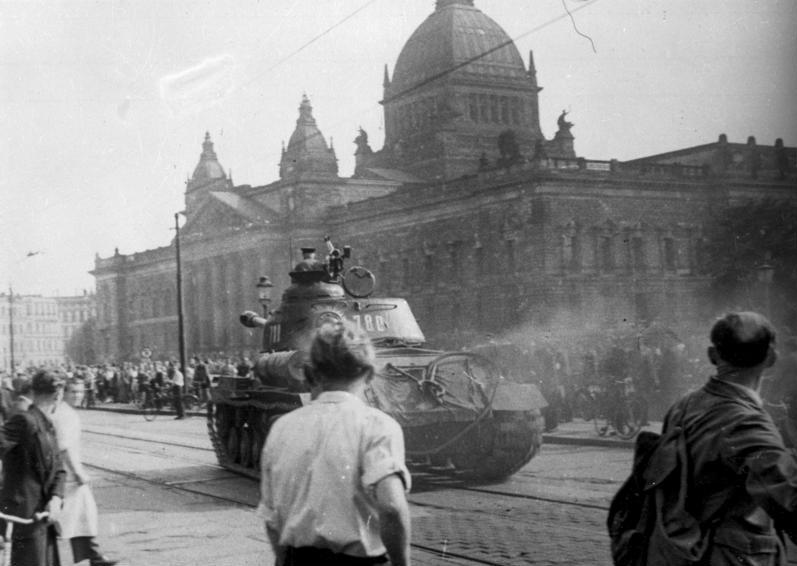
Radziecki czołg w Lipsku podczas powstania robotniczego

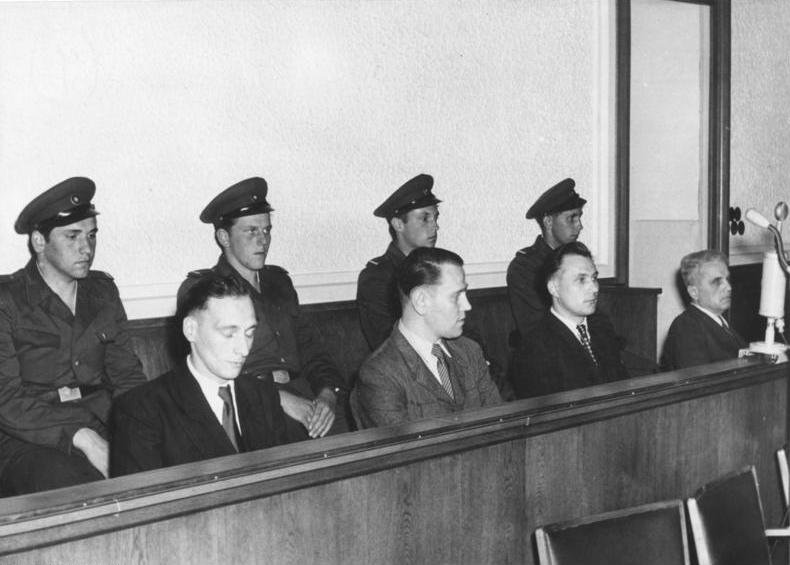
Proces powstańców

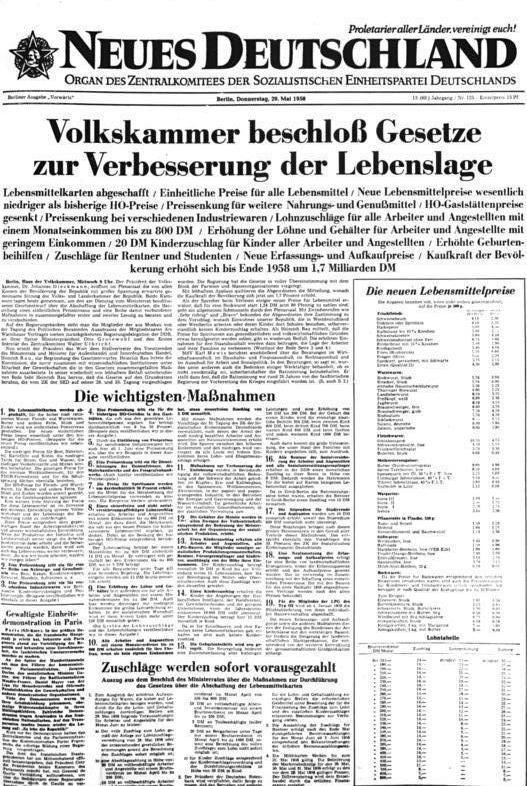
Pierwsza strona dziennika Neues Deutschland z 29 maja 1958, komunikująca o zniesieniu kartek żywnościowych

Narzucony pierwszy plan pięcioletni przewidywał podwojenie produkcji przemysłowej. Wysiłek inwestycyjny odbił się niekorzystnie na poziomie życia. W 1952 roku zaczęto reglamentować żywność. Sterowane przez SED związki zawodowe zmuszały robotników do zwiększenia wydajności pracy. W lipcu 1952 roku Socjalistyczna Partia Jedności Niemiec ogłosiła program „Budowy socjalizmu”, który wprowadzał ideologiczne podstawy nowych zaplanowanych ruchów władzy (np. przyspieszenie kolektywizacji rolnictwa, nacjonalizacja średniej wielkości zakładów produkcyjnych, upaństwowienie sektora usług, nasilenie walki z Kościołem ewangelickim). Problemy gospodarcze przynosiła także nasilająca się fala ucieczek. W 1952 roku spożycie mięsa i tłuszczów spadło poniżej 50% poziomu przedwojennego, zaś wielu Niemców musiało stać w wielogodzinnych kolejkach w celu kupna odzieży i najprostszych wyrobów przemysłowych.
Wiosną 1953 roku pod naciskiem Kremla usunięto z SED zwolenników narodowej drogi budowy komunizmu w NRD: Ackermanna, Fechnera oraz Dahlena. W tym samym czasie relegowano z uniwersytetu berlińskiego studentów należących do ewangelickiej organizacji Junge Gemeinde. Represje polityczne osłabły po śmierci Józefa Stalina.
W kwietniu 1953 roku SED zdecydował się na podwyżkę cen podstawowych produktów żywnościowych oraz narzucił 10% zwyżkę norm w wielu zakładach produkcyjnych. W rezultacie w wielu fabrykach robotnicy przerywali pracę lub ogłaszali krótkie strajki. Bunt robotników skłonił kierownictwo partyjne do podjęcia pewnych zmian. Za zmianami opowiadali się głównie funkcjonariusze partyjni powiązani z Berią (w tym m.in. minister bezpieczeństwa publicznego NRD Zaisser oraz redaktor naczelny Neues Deutschland Hernstadt). Utworzyli oni frakcję skierowaną przeciwko Ulbrichtowi, który blisko współpracował z Chruszczowem. 11 czerwca 1953 roku proklamowano „Nowy kurs”, który miał za zadanie przynieść pewną poprawę warunków życia. SED obiecała kredyty dla prywatnego rzemiosła oraz przewidywała ochronę rolników występujących ze spółdzielni produkcyjnych. Podwyżki cen żywności nie wycofano.
16 czerwca robotnicy budowlani wschodniego Berlina wydelegowali swoich przedstawicieli, by Ulbrichtowi i Grotewohlowi przekazać protesty przeciwko zbyt wysokim normom produkcyjnym. Delegacji towarzyszyła niewielka grupa robotników, która w krótkim czasie rozrosła się do pokaźnego tłumu. Po odmowie rozmów z delegacją przez Ulbrichta i Grotewohla tłum zorganizował pochód. Manifestanci domagali się już nie obniżenia norm produkcyjnych, a odsunięcia rządu od władzy oraz przeprowadzenia wolnych wyborów. Wznoszono hasła „Precz z rządem” oraz „Chcemy wolności, prawa i chleba”. Protestujący robotnicy wzywali także do strajku generalnego.
Za sprawą amerykańskiej rozgłośni RIAS, nadającej z Berlina Zachodniego, cały świat dowiedział się o proteście robotników. Strajk, który wybuchł 17 czerwca objął nie tylko Berlin, ale także inne miasta przemysłowe: Erfurt, Halle, Jena, Lipsk, Magdeburg i inne. Załogi wychodziły na ulice i maszerowały z przedmieść, gdzie mieściły się ich miejsca pracy, zaś za porządek odpowiadały wybrane przez robotników komitety strajkowe. W Moskwie zdecydowano się na zakończenie protestów przy pomocy wojska. Przeciwko manifestantom skierowano radzieckie czołgi, a fabryki obsadzono żołnierzami Armii Czerwonej. Powstanie szybko stłumiono.
Nie wiadomo dokładnie, ile osób zginęło podczas tłumienia powstania. Według niektórych źródeł mogły zginąć 32 osoby (24 osoby od broni żołnierzy i 8 zamordowanych przez Policję Ludową NRD) lub też około 300 podczas zamieszek ulicznych (267 ofiar cywilnych zabitych przez armię oraz 92 rozstrzelane osoby). Ponadto stracono kilkudziesięciu wschodnioniemieckich żołnierzy, którzy odmówili strzelania do robotników lub też przyłączyli się do protestujących. W ramach represji po powstaniu aresztowano prawie 2 tys. ludzi, z czego ok. 300 osób otrzymało kary długoletniego więzienia. Niektóre osoby uwolniono dopiero po przemianach ustrojowych w 1989 roku.
Skutki powstania nie były początkowo widoczne. SED wykorzystała protesty w celu pozbycia się frakcji Zaissera. Po buncie robotników władze zdecydowały się zmniejszyć obowiązkowe dostawy oraz podnieść ceny skupu. Po powstaniu władze ZSRR udzieliły NRD kredyt w wysokości 500 mln rubli na zakup surowców i żywności.

### Lata 1953–1961
W 1954 roku ZSRR przyznał ograniczoną suwerenność NRD. Pełną suwerenność państwo dostało 20 listopada 1955 roku. 28 stycznia 1956 roku NRD przystąpiła do Układu Warszawskiego. Pod wpływem Poznańskiego Czerwca w 1956 roku władze NRD podniosły płace oraz uzyskały nowy kredyt od Moskwy na zakup dostaw żywności. Poprawa warunków życia wynikała z obaw władz o wybuch kolejnego dużego powstania robotniczego.
W styczniu 1957 roku uchwalono dyrektywę o kolektywizacji rolnictwa, zrealizowaną w 1960 r. Powstały państwowe gospodarstwa rolne (Volkseigenes Gut) i spółdzielcze (Landwirtschaftliche Produktionsgenossenschaft).
27 listopada 1958 roku Kreml przedstawił krajom zachodnim ultimatum, domagając się przyznania Berlinowi statusu wolnego, zdemilitaryzowanego miasta w ciągu najbliższych sześciu miesięcy, jednocześnie grożąc, że w przypadku odrzucenia pomysłu NRD podejmie samodzielnie działanie. Zachód ultimatum odrzucił. Na początku 1959 roku Nikita Chruszczow zaproponował projekt pokojowego traktatu, który dałby Berlinowi status zdemilitaryzowanego miasta (co de facto oznaczałoby objęcie całego miasta przez ZSRR) oraz zagroził, że brak porozumienia przyczyni się do podpisania z NRD separatystycznego pokoju.
W 1960 roku Ulbricht został przewodniczącym Rady Państwa NRD.

### Budowa Muru Berlińskiego

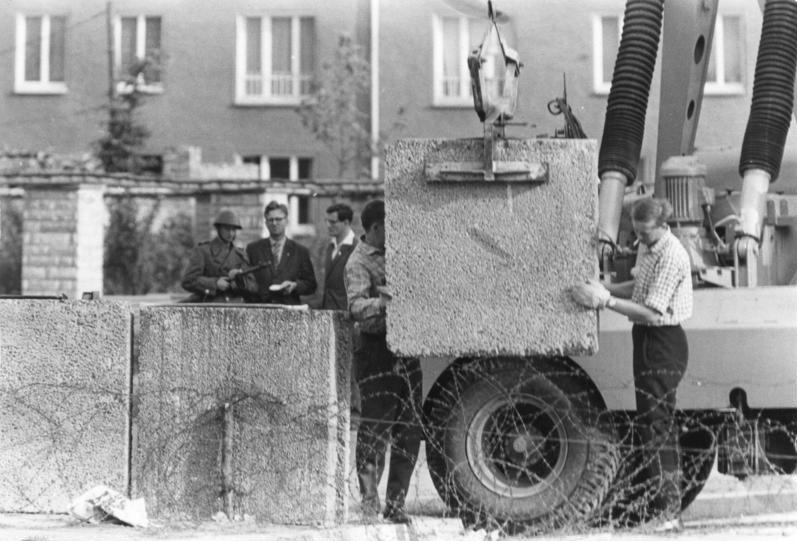
Budowa Muru Berlińskiego – sierpień 1961

W latach 1960–1961 doszło do ponownego kryzysu wewnętrznego, nasiliły się ucieczki z NRD (w latach 1949–1961 do RFN uciekło niemal 2,7 mln mieszkańców). W lipcu 1961 roku SED wprowadził ograniczenia w ruchu osób mieszkających w komunistycznej części Berlina, a pracujących po stronie zachodniej. Na podstawie decyzji z 12 sierpnia zamknięto granicę Niemieckiej Republiki Demokratycznej z Berlinem Zachodnim oraz rozpoczęto przygotowania do budowy Muru. Budowę rozpoczęto w nocy z 17 na 18 sierpnia. Przez pierwsze tygodnie budowy do Berlina Zachodniego dostało się blisko 500 osób, w tym 85 dezerterów z armii NRD i paramilitarnych organizacji. Pierwszą śmiertelną ofiarą, która próbowała pokonać Mur Berliński, był Rudolf Urban, który 19 sierpnia 1961 roku zginął po upadku z okna granicznej kamienicy na Bernauer Straße. 24 sierpnia armia NRD po raz pierwszy otworzyła ogień w stronę uciekinierów. Według Centrum Badań Historii Najnowszej w Poczdamie w latach 1961–1989 zginęło 125 ludzi próbujących nielegalnie przekroczyć Mur Berliński.
17 sierpnia 1962 roku Peter Fechter zginął podczas próby sforsowania betonowej zapory. Podczas próby ucieczki został postrzelony w plecy. Alianckie służby z Berlina Zachodniego bały się interweniować, przez co leżący na ziemi mężczyzna wykrwawiał się przez kilka godzin.

### Lata 1961–1988

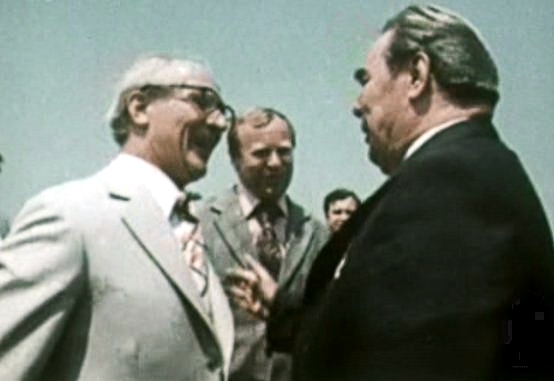
Erich Honecker i Leonid Breżniew (lata 70.)

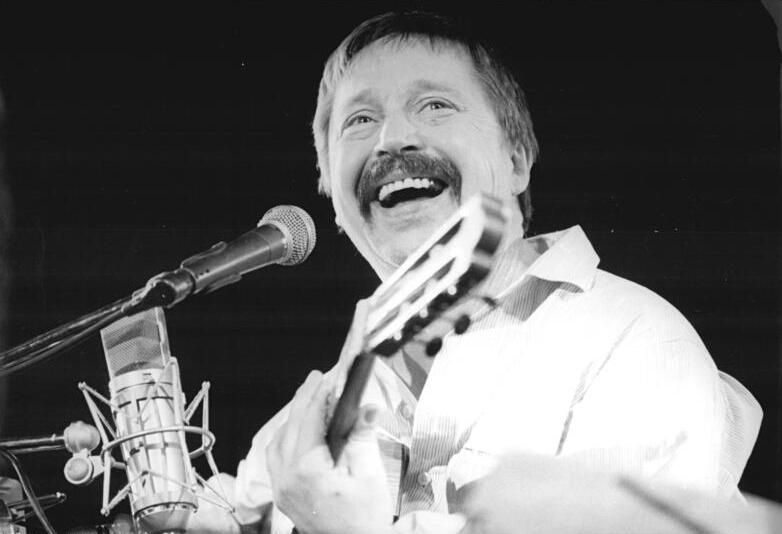
Wolf Biermann – bard wschodnioniemiecki, który w 1976 roku otrzymał zakaz powrotu do NRD

Na VI Kongresie partii w 1963 roku zdecydowano o wprowadzeniu nowego planu reform gospodarczych, które miały zapewnić dynamikę rozwojowi gospodarczemu kraju. Nowa polityka złamała podwaliny starego systemu stalinowskiego, a nawet wprowadziła pewne elementy kapitalizmu. 9 maja 1968 uchwalono nową konstytucję, która za najważniejsze zadanie uznała rozwój wszechstronnej współpracy i trwałej przyjaźni z ZSRR. W tym samym roku planowano wysłać wojska NRD do Czechosłowacji w celu pacyfikacji Praskiej Wiosny wspólnie z wojskami innych państw Układu Warszawskiego. Wojska wschodnioniemieckie zatrzymały się jednak na granicy, postawione w stan gotowości bojowej, a do kraju tego wkroczyło jedynie ok. 30 żołnierzy w sztabie wojsk interwencyjnych w Milovicach.
W 1964 roku Niemiecka Republika Demokratyczna podpisała układ o przyjaźni, pomocy wzajemnej i współpracy ze Związkiem Radzieckim. W 1967 roku podobny układ podpisała z Polską Ludową. W 1968 roku uchwalono nową socjalistyczną konstytucję.
W latach zimnowojennych NRD prowadziła politykę wsparcia dla zagranicznych partii komunistycznych, szczególnie w krajach Trzeciego Świata oraz dla ruchów antykolonialnych czy niepodległościowych. 20 sierpnia 1968 roku wojska NRD-owskie, radzieckie, polskie, węgierskie i bułgarskie rozpoczęły inwazję na Czechosłowację.
W 1970 roku NRD podpisała z RFN układ normujący podstawy stosunków dwustronnych (układ wszedł w życie w 1973 roku). W 1971 roku Walter Ulbricht zrezygnował z funkcji I sekretarza SED. Na stanowisku zastąpił go Erich Honecker. Honecker doprowadził do dalszej poprawy relacji z RFN i wzajemnego uznania. 21 grudnia 1972 roku Republika Federalna Niemiec i Niemiecka Republika Demokratyczna podpisały tzw. „Układ NRD–RFN”, który znormalizował ich wzajemne stosunki. Umowa weszła w życie 21 czerwca 1973 roku. Dzięki poprawie stosunków między RFN i NRD, oba państwa przystąpiły do ONZ w 1973 roku.
W 1972 roku Polska i Niemiecka Republika Demokratyczna wprowadziły ruch bezpaszportowy i bezwizowy pomiędzy państwami. W samym 1972 roku granicę między NRD a PRL przekroczyło kilka milionów osób (głównie ludność miejska).
W 1974 roku Honecker wdrożył reformę konstytucji, która ustanawiała SED kierowniczą partią. W latach 70. i 80. SED liczyła ok. 2 mln członków, zaś sama partia stała się jedną z najbardziej dogmatycznych rządzących partii komunistycznych w Europie (podobna sytuacja była w Albanii).
W sierpniu 1976 roku pastor Oskar Brüsewitz dokonał aktu samospalenia. W tym samym roku wybuchły protesty w związku z pozbawieniem barda Wolfa Biermanna prawa powrotu do domu. W październiku 1977 roku wybuchły zamieszki w Berlinie skierowane przeciwko władzy. Protesty z lat 1976–1977 były odosobnionymi przypadkami – działalność Stasi zapobiegała powstaniu działalności opozycyjnej. Jedyną formą wyrażania swojego niezadowolenia do SED były uporczywe ucieczki z kraju.
Na początku lat 80. w NRD zaczęły kształtować się niezależne ruchy pokojowe i ekologiczne, które znalazły oparcie w niektórych strukturach kościoła ewangelickiego. Stopniowo pojawiały się także pisma wydawane w drugim obiegu. W grudniu 1985 roku powołano „Inicjatywę na rzecz pokoju i praw człowieka”, która stała się główną siłą opozycji. Wielu mieszkańców NRD wiązało nadzieje z polityką Michaiła Gorbaczowa. Po dojściu do władzy Gorbaczowa władze NRD zakazały rozpowszechnienia niektórych czasopism z ZSRR, zaś Socjalistyczna Partia Jedności Niemiec odrzuciła pierestrojkę i głasnost.

### Upadek NRD i zjednoczenie Niemiec

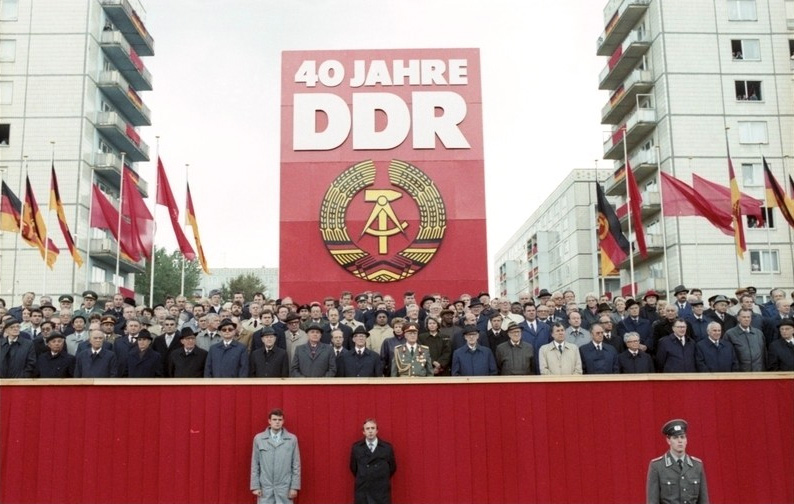
Obchody „40-lecia NRD”, Berlin Wschodni, 1989

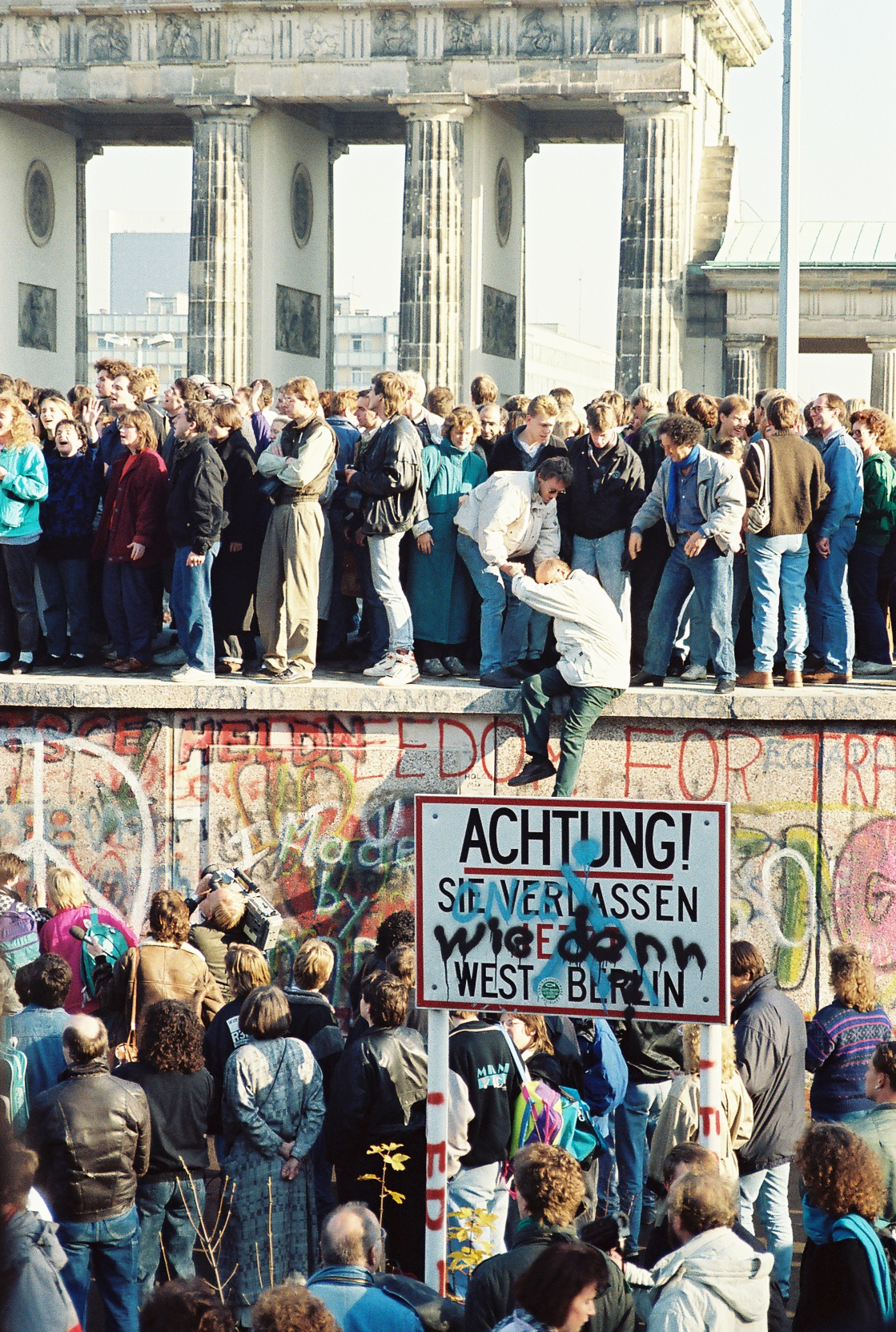
Berlińczycy przy Murze Berlińskim – 10 listopada 1989

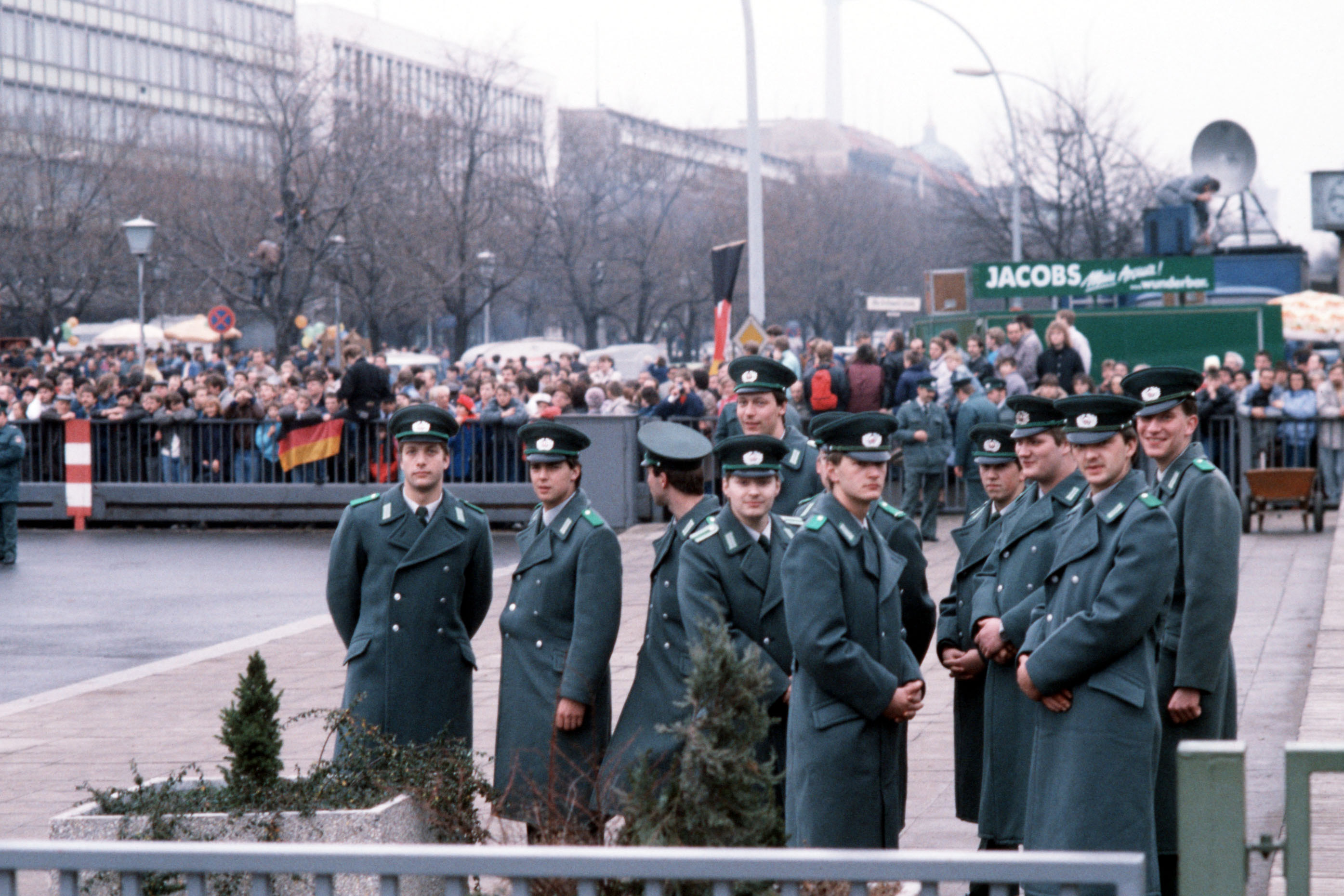
Wschodnioniemiecka „Volkspolizei” czeka na rozkaz otwarcia granicy przy Bramie Brandenburskiej, 22 grudnia 1989

17 stycznia 1988 roku w Berlinie doszło do próby zorganizowania manifestacji przez środowiska opozycyjne. Większość demonstrantów aresztowano jeszcze przed rozwinięciem transparentów. Część osób zaangażowanych w manifestację dostała pozwolenie na wyjazd z kraju, a pozostałych zwolniono z więzień. Represje nie powstrzymały działalności ruchów opozycyjnych ani nie ograniczyły nasilających się ucieczek z kraju.
Kolejne manifestacje odbyły się w styczniu i marcu 1989 roku w Lipsku. Miasto to stało się niedługo później jednym z centrów protestów przeciwko SED. W tym samym czasie wschodnioniemieccy opozycjoniści wystosowali dwa listy do rządu Czechosłowacji z żądaniem zwolnienia aresztowanych uczestników demonstracji w rocznicę śmierci Jana Palacha.
9 marca Winfried Freudenberg próbował uciec do Berlina Zachodniego balonem własnej konstrukcji. Udało mu się przekroczyć granicę, lecz po zachodniej stronie miasta rozbił się – mężczyzna nie przeżył katastrofy. Freudenberg był ostatnią osobą, która zginęła podczas ucieczki z Berlina Wschodniego.
7 maja 1989 roku odbyły się wybory komunalne. Na wezwanie opozycji około 100 tys. osób zapowiedziało bojkot wyborów. Oprócz tego członkowie opozycji podjęli próby prowadzenia niezależnych szacunków frekwencji. Według oficjalnych wyników do urn wyborczych stawiło się 99% obywateli, którzy poparli jedyną listę. Po ogłoszeniu wyników zgłoszono wiele protestów, które opierały się na cząstkowych wynikach z poszczególnych komisji wyborczych.
22 maja 1989 roku NRD i Polska ustaliły przebieg linii granicznej na wodach Morza Bałtyckiego.
Kolejne protesty wybuchły w czerwcu 1989 roku po masakrze studentów na Placu Niebiańskiego Spokoju. W wielu miastach NRD pisano napisy na murach oraz roznoszono ulotki, a w Berlinie i Lipsku doszło do manifestacji. Pod koniec czerwca Węgry otworzyły granicę z Austrią – w efekcie wielu mieszkańców NRD zaczęło uciekać przez Czechosłowację, Węgry i Austrię do RFN. Liczba osób, która przez Węgry uciekła do RFN wynosi ok. 25 tys. Ucieczkę obywateli nazwano rewolucją trabantów. Z czasem wczasowicze z NRD zaczęli wdzierać się na tereny ambasad RFN w Warszawie, Pradze, Budapeszcie i Sofii, domagając się azylu politycznego. Na początku października SED zgodził się na przetransportowanie uchodźców specjalnymi pociągami przez terytorium NRD. W Dreźnie tysiące osób próbowało dostać się do pociągów, doprowadzając do zamieszek.
Przemiany polityczne w Europie Środkowo-Wschodniej ożywiły aktywność dotychczasowych grup opozycyjnych. Powstały nowe organizacje (m.in. Demokratyczny Przełom, Demokracja Teraz, Nowe Forum). Nowe Forum opublikowało deklarację „Przełom '89”, którą podpisały tysiące obywateli NRD. Od września w kościele św. Mikołaja w Lipsku odprawiano nabożeństwa w intencji pokoju. Z każdym tygodniem coraz więcej osób uczestniczyło w modlitwach oraz w manifestacjach po ich zakończeniu.
2 października 1989 roku w Lipsku odbyła się manifestacja, która zgromadziła 20 tys. ludzi. Demonstranci wznosili okrzyki na cześć Gorbaczowa oraz domagali się legalizacji Nowego Forum. Manifestacje odbyły się pomimo mobilizacji gigantycznych sił politycznych. 7 października przypadła 40. rocznica powstania Niemieckiej Republiki Demokratycznej.
Po 7 października praktycznie codziennie dochodziło do kolejnych manifestacji przeciwko SED. Huczne państwowe obchody zostały przyćmione przez liczne demonstracje. 16 października w Lipsku zgromadziło się 120 tys. osób.
17 października Biuro Polityczne KC SED odwołało Ericha Honeckera i jego najbliższych współpracowników. Formalne głosowanie odbyło się następnego dnia. Nowym I sekretarzem został Egon Krenz, który 27 października objął także funkcję przewodniczącego Rady Państwa. Obok wyboru Krenza na urząd SED zdecydował się ogłosić amnestię. Pomimo zmian personalnych nie zdecydowano się na konkretne reformy polityczne i gospodarcze. Pod koniec października władze rozpoczęły nieoficjalne rozmowy z opozycjonistami. 4 listopada 1989 roku odbyła się manifestacja w Berlinie, która zgromadziła 700 tys. uczestników. 8 listopada Nowe Forum zostało zalegalizowane. W tym samym dniu powołano nowego premiera – został nim Hans Modrow.
9 listopada przyjęto projekt rozporządzenia wprowadzającego swobodę emigracji do RFN. Podczas konferencji prasowej Günter Schabowski podał nieprecyzyjne informacje o rozporządzeniu. Pod naporem tłumu zdecydowano się na natychmiastowe otwarcie granic. Jednocześnie tysiące berlińczyków zaczęły burzyć mur. W ciągu kilku dni granicę w Berlinie przekroczyło 4 mln mieszkańców NRD. 22 listopada SED zapowiedziała obrady „okrągłego stołu” z liderami opozycji. W międzyczasie Egon Krenz wyraził gotowość do usunięcia z konstytucji zapisu o „przewodniej roli partii” oraz wyrzucono z SED Ericha Honeckera.
Pod koniec 1989 roku kanclerz RFN, Helmut Kohl, zaproponował dziesięciopunktowy plan zjednoczenia Niemiec. Pomysł ten cieszył się popularnością wśród społeczeństwa, choć przywódcy NRD oraz liderzy opozycji wypowiadali się negatywnie na temat zjednoczenia państw. Negatywne stanowisko wobec zjednoczenia przedstawiła Margaret Thatcher, która argumentowała swoją opinię nienaruszalnością granic zagwarantowaną przez konferencję helsińską w 1975 roku.
Na początku grudnia wybuchło oburzenie mieszkańców NRD przeciwko AfNS (następcy Stasi) – członkowie tego organu masowo niszczyli dokumenty dotyczące przestępczej działalności tajnej policji. Berlińczycy zorganizowali manifestację, która zdobyła i okupowała budynek tajnych służb. 8 grudnia SED wybrał nowe kierownictwo partii.
7 grudnia 1989 roku rozpoczęła się pierwsza tura rozmów „okrągłego stołu”. W rozmowach uczestniczyli w równej liczbie przedstawiciele SED i opozycji, a także obserwatorzy z Kościoła ewangelickiego. Powołano szereg zespołów roboczych, które rozpoczęły wypracowywanie porozumień w różnych kwestiach. Jednocześnie stolice poszczególnych okręgów NRD zorganizowały regionalne obrady „okrągłego stołu”. Obrady zakończyły się 12 marca 1990 roku.
W obliczu krążących wieści o kontynuowaniu działalności przez AfNS 15 stycznia 1990 roku demonstranci zdobyli kwaterę główną dawnego Ministerstwa Bezpieczeństwa Państwowego w Berlinie.

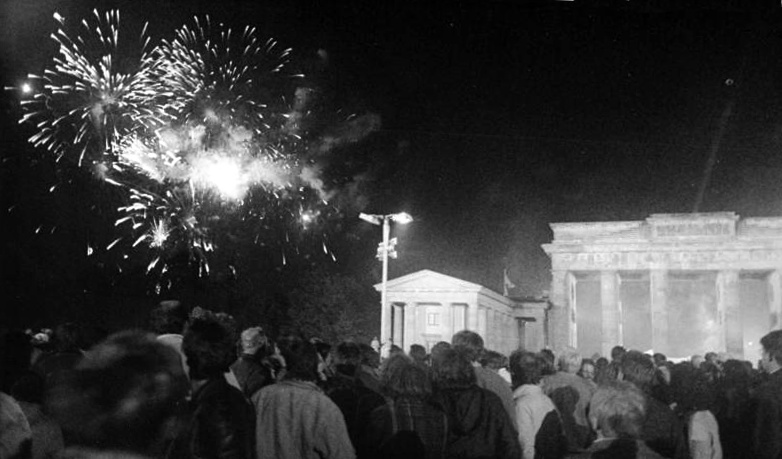
3 października 1990 roku – fajerwerki nad Bramą Brandenburską z okazji przywrócenia jedności Niemiec

18 marca 1990 roku odbyły się wybory parlamentarne – 48,1% głosów zdobyła Unia Chrześcijańsko-Demokratyczna (CDU) i jej sojusznicy. Sukces CDU wynikał głównie z propagowania zjednoczenia Niemiec oraz (w mniejszym stopniu) z popularności kanclerza Kohla. 21,9% głosów otrzymała Socjaldemokratyczna Partia Niemiec (SPD). SED (przemianowana na Partię Demokratycznego Socjalizmu) zdobyła 16,4% głosów. Ugrupowania opozycyjne, skupione w Sojuszu '90, zdobyły 2,9% głosów.
Po wyborach rozpoczęto negocjacje na temat warunków zjednoczenia Niemiec, które miały zarówno wymiar wewnątrzniemiecki, jak i międzynarodowy. 5 maja w Bonn rozpoczęła się tzw. „Konferencja dwa plus cztery”, w której uczestniczyli ministrowie NRD, RFN, USA, ZSRR, Wielkiej Brytanii i Francji. 1 lipca 1990 roku stworzono unię walutową – markę wschodnią wymieniono na zachodnią w stosunku 1:1. Po burzliwych debatach Konferencja „2+4” zakończyła się 12 września – pod koniec rozmów podpisano „traktat o ostatecznej regulacji dotyczącej Niemiec”. Traktat mówił m.in. o zrzeczeniu się roszczeń terytorialnych względem innych państw, redukcji wojska do 370 tys. oraz wycofaniu wojsk radzieckich do 1994 roku. Dodatkowo cztery mocarstwa zrzekły się swoich praw do odpowiedzialności dotyczącej Niemiec. 31 sierpnia przedstawiciele NRD i RFN podpisali traktat o zjednoczeniu obu państw niemieckich. 2 grudnia 1990 roku odbyły się wybory do Bundestagu – CDU zdobyła 44% głosów, SPD – 33,5% głosów, liberałowie – 11%, Sojusz 90/Zieloni – 4%, komuniści – 2%. 3 października nastąpiło zjednoczenie obu państw.
Dawne tereny NRD określane są przez skrajnie prawicowe środowiska mianem „Niemiec Środkowych”.

## Gospodarka

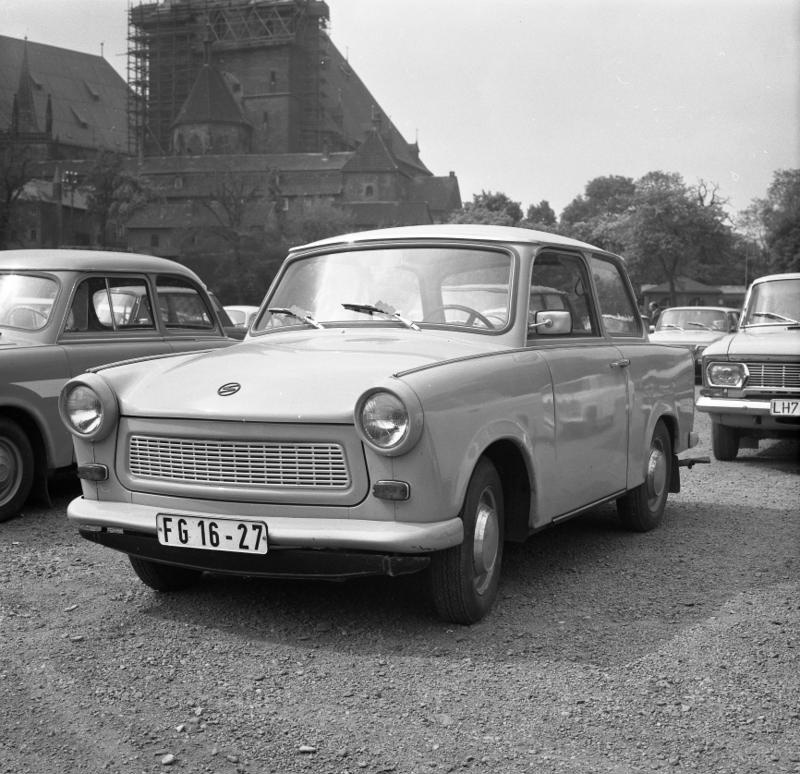
Trabant

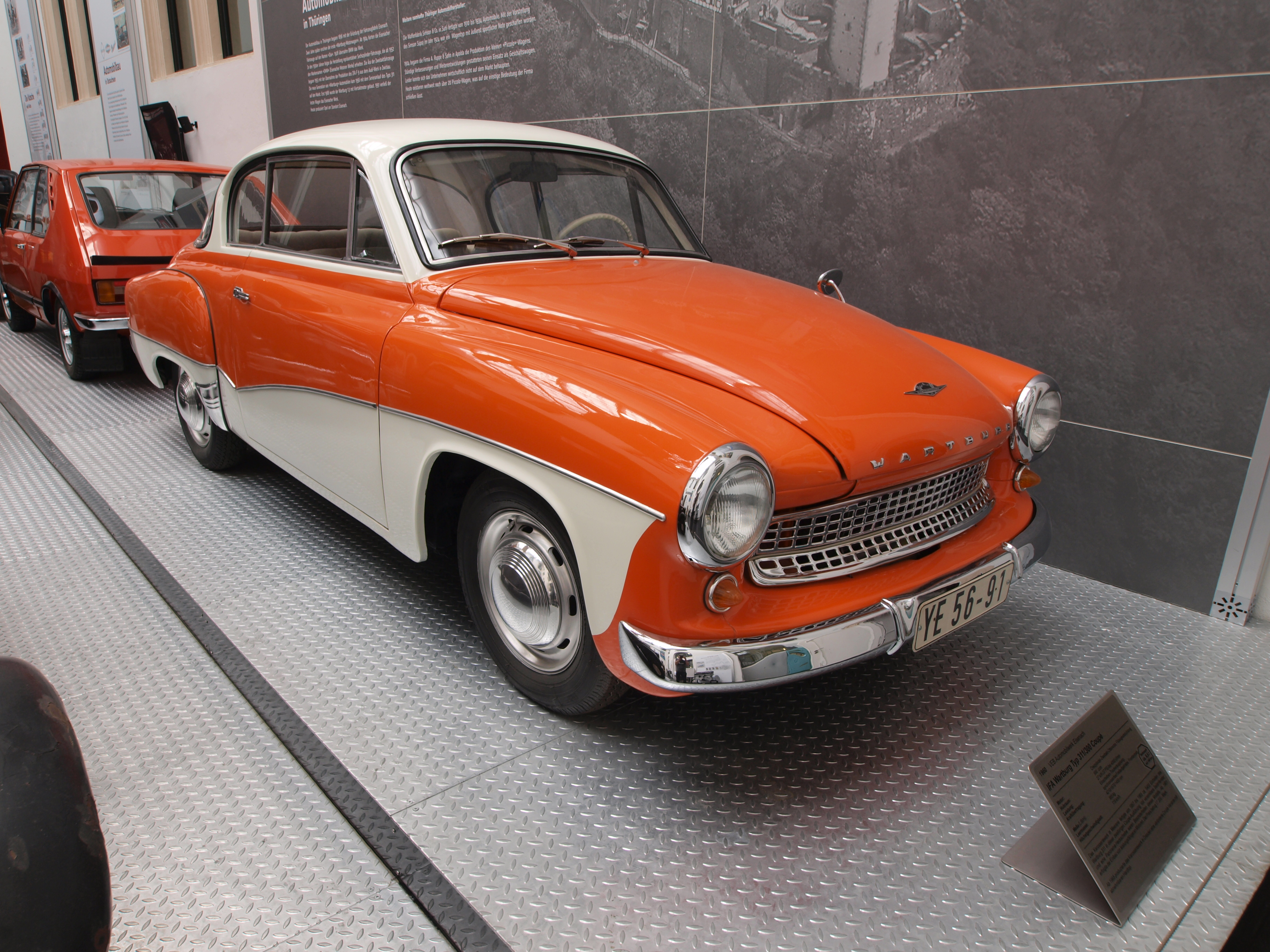
Wartburg

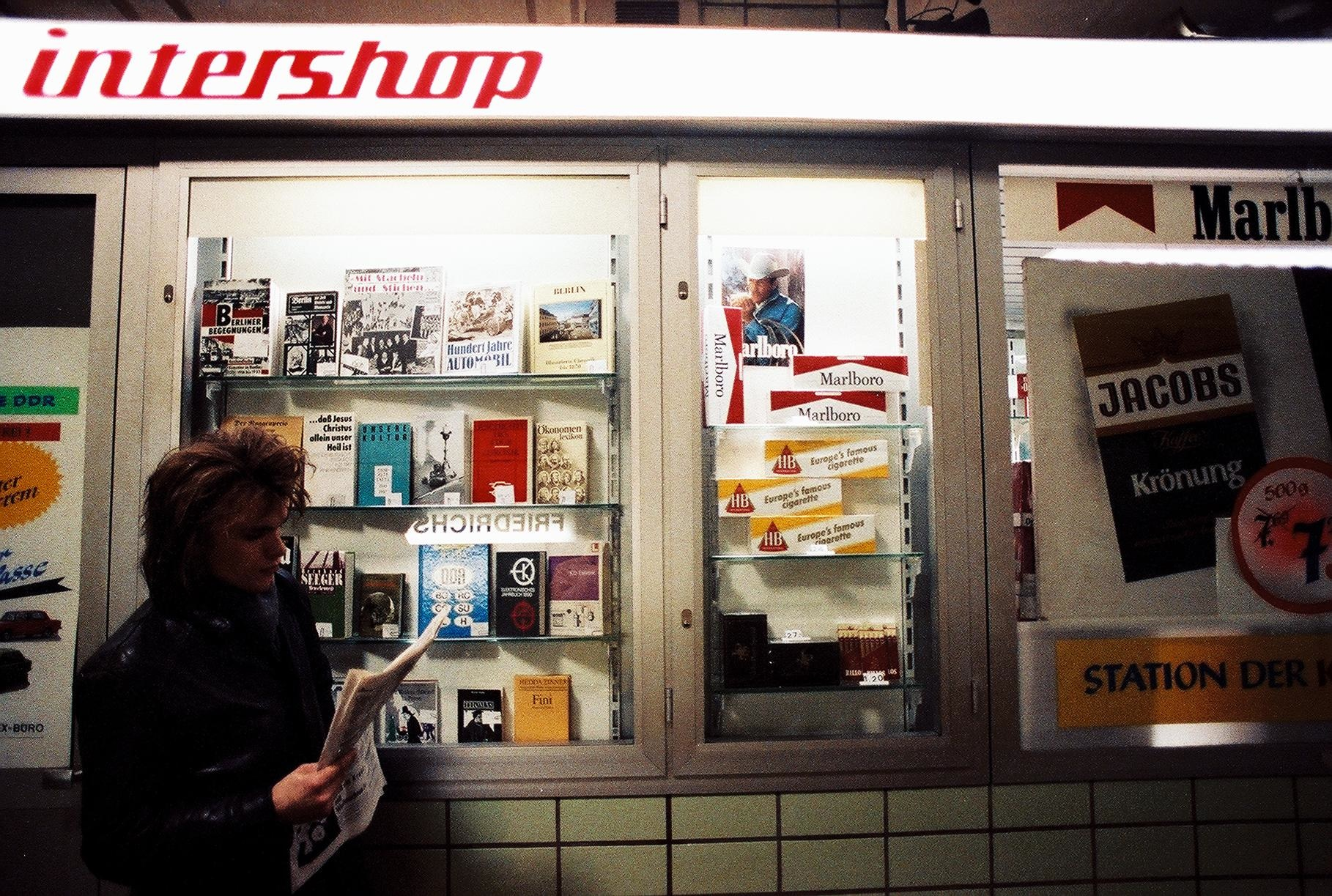
Sklep Intershop

Głównymi ośrodkami przemysłowymi NRD były miasta: Berlin wschodni, Drezno (przemysł ceramiczny), Halle, Karl-Marx-Stadt, Magdeburg, Lipsk (przemysł poligraficzny, maszynowy, włókienniczy, chemiczny i elektrotechniczny). Pod koniec lat 40. przeprowadzono nacjonalizację gospodarki i reformę rolną w duchu kolektywizacji. Niemiecka Republika Demokratyczna była państwem przemysłowym z niewydajnym rolnictwem. Była największym na świecie producentem węgla brunatnego.
Pod koniec II wojny światowej gospodarki czterech stref okupacyjnych Niemiec były na zbliżonym poziomie – dzięki mniejszym zniszczeniom wojennym radziecka strefa przewyższała pozostałe. W latach 1946–1948 NRD przeprowadziła nacjonalizację przemysłu i kolektywizację rolnictwa, podczas gdy w RFN obowiązywała społeczna gospodarka rynkowa. W kwietniu 1946 roku wywłaszczono 6500 obszarników i 4000 byłych nazistów – ich ziemie (⅓ całej powierzchni radzieckiej strefy okupacyjnej) podzielono między 50 tys. niemieckich rodzin.
W latach 1945–1947 władze Związku Radzieckiego rozpoczęły wywożenie wschodnioniemieckich fabryk do swojego państwa. Fabryki, które uniknęły rozbiórki, wykorzystano dla potrzeb radzieckiego przemysłu. Do 1948 roku 25% produkcji przemysłowej wędrowało do Związku Radzieckiego. Wkrótce potem gospodarka RFN zaczęła przewyższać NRD, zaś reformy przeprowadzone przez SED oraz masowe ucieczki mieszkańców NRD doprowadziły do problemów gospodarczych. Nacjonalizacja gospodarki, zniszczenia wojenne, powojenne grabieże, koszty kontrybucji oraz zbyt wysokie normy planu pięcioletniego doprowadziły NRD do stanu bankructwa w pierwszej połowie lat 50.. Od lat 50. Związek Radziecki rozpoczął dotowanie Niemiec Wschodnich. W latach 1951–1955 realizowano pierwszy plan gospodarczy.
W 1950 roku Niemiecka Republika Demokratyczna została członkiem RWPG.
Po powstaniu robotniczym w 1953 roku władze NRD rozpoczęły produkcję dóbr konsumpcyjnych – symbolem zmiany polityki gospodarczej stał się samochód Trabant. Dzięki subwencjom od Związku Radzieckiego i Republiki Federalnej Niemiec gospodarka NRD w latach 70. stała na wysokim poziomie w porównaniu do innych państw socjalistycznych i była dziesiątym pod względem wartości produkcji przemysłowej państwem na świecie. Szczególnie rozwinięty był przemysł optyczny i fotograficzny. W 1980 roku poziom dobrobytu NRD przewyższał ZSRR. Zaopatrzenie w samochody przewyższało wszystkie państwa socjalistyczne. Bezrobocie w NRD nie istniało.
Kłopoty gospodarcze w Niemieckiej Republice Demokratycznej pojawiły się w latach 80. W 1981 roku zadłużenie zagraniczne wobec zachodnich wierzycieli wyniosło 12,8 mld dolarów (wśród państw bloku wschodniego wyższy dług miała tylko Polska). Pomimo problemów gospodarczych NRD, Czechosłowacja i Związek Radziecki były jedynymi dojrzałymi i uprzemysłowionymi państwami w bloku wschodnim. Produkt narodowy brutto w 1987 roku wyniósł 11 860 dolarów amerykańskich (według kursu z 1977 r.) i był najwyższy wśród państw komunistycznych (dla porównania w 1967 roku PNB wyniosło 3093 USD, a w 1977 4363 USD). Pomimo problemów gospodarczych w 1988 roku państwowy dziennik Neues Deutschland głosił, że NRD należało do czołowej dziesiątki wiodących gospodarczo państw.
W 1982 roku w rolnictwie pracowało 4% ludności.
W Niemieckiej Republice Demokratycznej działała sieć sklepów Intershop, w których można było kupić zachodnie towary za waluty wymienialne.
| Artykuł                        | NRD             | RFN             |
| ------------------------------ | --------------- | --------------- |
| opłata pocztowa (list krajowy) | 2 min           | 3 min           |
| litr piwa                      | 14 min          | 6 min           |
| kilogram schabu                | 72 min          | 35 min          |
| kilogram chleba                | 5 min           | 10 min          |
| kilogram masła                 | 5 godz. 48 min  | 28 min          |
| kilogram sera                  | 1 godz. 25 min  | 48 min          |
| kilogram kawy                  | 10 godz. 32 min | 1 godz.         |
| czynsz (miesięczny)            | 11 godz. 19 min | 22 godz. 18 min |
| lodówka                        | 215 godz.       | 30 godz.        |
| pralka                         | 347 godz.       | 53 godz. 13 min |
| telewizor kolorowy             | 739 godz.       | 84 godz.        |

## Stasi

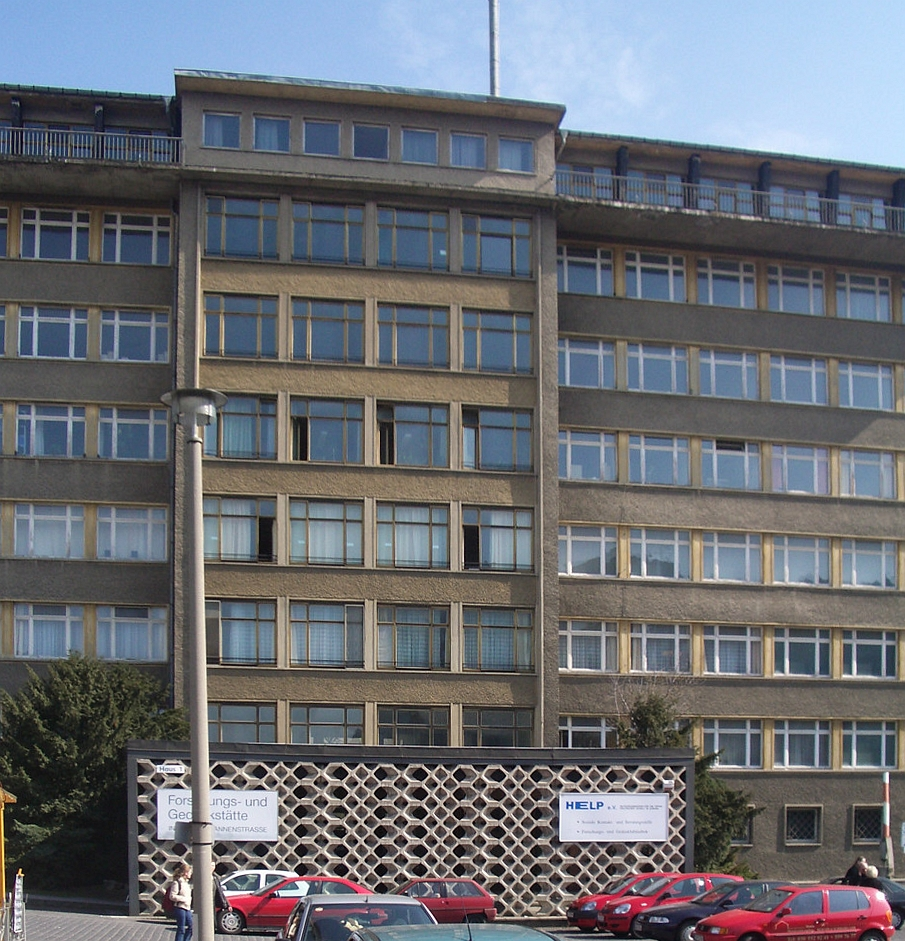
Siedziba Ministerstwa Bezpieczeństwa Publicznego w Berlinie, obecnie Muzeum Stasi

Kontrolę polityczną nad mieszkańcami NRD miało Stasi (Ministerstwo Bezpieczeństwa Państwowego – niem. Ministerium für Staatssicherheit). Stasi powstało w 1950 roku i działało do 1990 roku. Kierownikami Stasi byli m.in.: Wilhelm Zaisser, Ernst Wollweber oraz Erich Mielke (w latach 1957–1989). W 1989 roku organ liczył ok. 91 tys. funkcjonariuszy i ok. 173 tys. konfidentów. Stasi posiadała największą (w stosunku do liczby mieszkańców) liczbę funkcjonariuszy i tajnych współpracowników spośród państw bloku wschodniego. Kierowana przez biuro polityczne SED nie podlegała kontroli parlamentarnej. Stasi inwigilowała wszystkie dziedziny życia obywateli. Ponadto prowadziła śledztwa w sprawach o zbrodnie przeciwko państwu, wojenne i nazistowskie. Poza granicami NRD organ ten zajmował się działaniami szpiegowskimi i dywersyjnymi. Stasi zapewniała państwu znaczne dochody, pochodzące z „eksportu” więźniów politycznych, których wykupywała RFN.
Po Stasi pozostały akta dotyczące ponad 1 mln obywateli NRD. Dokumenty te udostępnia Pełnomocnik Federalny do spraw Materiałów Państwowej Służby Bezpieczeństwa NRD.

## Kultura
Kultura i oświata w NRD były intensywnie wspierane oraz mocno reglamentowane przez doktrynę państwową. Konstytucja z 1968 r. propagowała kulturę socjalistyczną, życie kulturalne osób pracujących, a także ścisłe powiązanie twórców kultury z życiem narodu. „Kultura fizyczna, sport i turystyka jako elementy kultury socjalistycznej służą wielostronnemu fizycznemu i umysłowemu rozwojowi obywateli.”
Podczas gdy tylko w 1957 r. wykazano 86 teatrów, 40 orkiestr symfonicznych, 11 092 biblioteki, 284 muzea regionalne, sztuki i historii naturalnej, 803 domy kultury, 451 klubów, 6 pełnoetatowych zespołów folklorystycznych i 3078 kin, tak w 1988 roku naliczono 18 505 bibliotek państwowych, bibliotek związków zawodowych i bibliotek akademickich, 1838 domów kultury i klubów, 962 kluby młodzieżowe, 111 szkół muzycznych, 213 teatrów, 88 orkiestr, 808 kin, 10 kabaretów, 741 muzeów i 117 ogrodów zoologicznych lub ze zwierzętami rodzimymi.
Teatr i kabaret były wysoko cenione przez mieszkańców NRD. Istniała bardzo aktywna i dynamiczna scena, przede wszystkim w Berlinie. Słynna, zniszczona podczas II wojny światowej Opera Sempera w Dreźnie została ponownie otwarta w 1985 r. Friedrichstadt-Palast w Berlinie jest ostatnim wspaniałym gmachem wzniesionym w NRD.
Do specyfiki kultury NRD należy zaliczyć istnienie szerokiego spektrum zespołów grających niemieckiego rocka. Na skali znajdują się wyraźnie „państwowe” zespoły, takie jak Puhdys, jak i zespoły krytyczne, np. Silly czy Renft. Niektóre formacje, zaliczały się do nich Karat oraz City, świętowały także sukcesy międzynarodowe.

## Środki masowego przekazu
W 1989 roku w Niemieckiej Republice Demokratycznej wydawano 543 tytuły prasowe o łącznym nakładzie 21,9 mln. Do 1990 roku wszystkie gazety i czasopisma należały do organizacji politycznych, społecznych i kulturalnych, zaś prawie wszystkie dzienniki kontrolowała władza. Pod koniec 1990 roku większą część prasy oddano w prywatne ręce.
Oficjalną agencją NRD była Allgemeiner Deutscher Nachrichtendienst GmbH (ADN), która powstała w 1946 roku jako agencja prasowa i agencja radiowo-telewizyjna. W 1989 roku stała się niezależna. W 1990 r. ADN przekształcono w spółkę akcyjną.
Publiczną stacją telewizyjną w NRD był Deutscher Fernsehfunk. Wielu mieszkańców Niemieckiej Republiki Demokratycznej odbierało nielegalnie programy zachodnioniemieckiej telewizji przy pomocy analogowych anten. Odbiór stacji telewizyjnych z RFN był zabroniony, zaś Stasi regularnie tropiła i szykanowała osoby, które łamały zakaz. Obok Stasi na tym polu działali także młodzieżowi aktywiści, którzy przestawiali anteny. Pomimo zakazów wielu mieszkańców NRD oglądało regularnie telewizję z RFN (poza mieszkańcami Drezna i okolic oraz przygranicza polsko-niemieckiego w pobliżu Szczecina i wyspy Rugii, do których nie docierał sygnał). Regiony bez dostępu do zachodniej telewizji nazywano „Doliną Niewiedzących”. Pod koniec lat 80. niektórzy mieszkańcy NRD przemycali z Polski kable i anteny w celu odbierania sygnału.
W 1984 roku wysłano dwa anonimowe listy do rządu NRD z nakazem udostępnienia telewizji zachodnioniemieckiej w Dreźnie i okolicach – osoba, która wysłała anonimy groziła wysadzeniem publicznych budynków. List nigdy nie dotarł do władz – został przechwycony przez Stasi. Pomimo dużych wysiłków Stasi nie udało się odnaleźć autora (bądź autorów) pogróżek. Śledztwo w tej sprawie zakończono w 1987 roku.

## Sport

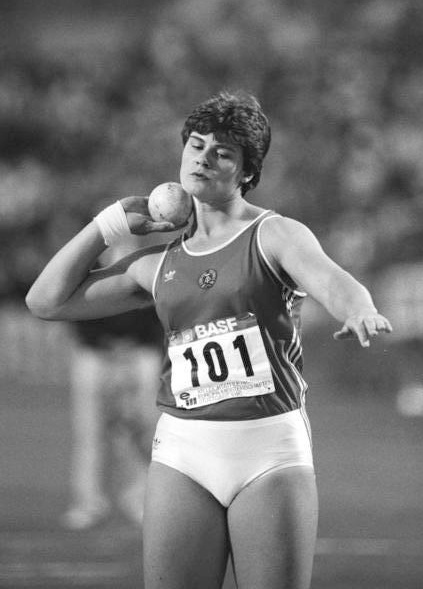
Heidi Krieger podczas mistrzostw Europy w Stuttgarcie (1986). W 1997 roku Heidi zdecydował się na operację korekty płci i przyjął imię Andreas

Reprezentacja Niemieckiej Republiki Demokratycznej brała udział w jedenastu igrzyskach olimpijskich, zdobywając na nich 519 medali, w tym 192 złote. Największe sukcesy wschodnioniemieccy sportowcy odnosili od 1972 roku.
Przy akceptacji władz NRD przygotowywano sportowców do zawodów olimpijskich w ramach Państwowego Programu Badawczego 14.25 (nazywanego także „Planem 14.25”). Za planem stali: prezydent Niemieckiego Związku Gimnastyki i Sportu Manfred Ewald oraz kierownik grupy operacyjnej „Um” (Unterstützende Mittel – Środki Wspomagające) Manfred Höppner. Każdego roku Dziecięco-młodzieżowa szkoła sportowa (KJS, Kinder- und Jugendsportschule) wybierała setki dzieci w wieku 10–12 lat, izolowała je od rodzin i szkoliła na sportowców. W latach 1974–1989 program KJS objął ok. 100 tys. sportowców.
Powszechną praktyką wśród NRD-owskich sportowców było stosowanie niedozwolonych substancji. Jednym z takich środków był Oral Turinabol – niebieskie 5-miligramowe pastylki zawierające testosteron. Roczne zużycie tego środka wynosiło ok. 1,8 mln tabletek. Doping stosowano także u dzieci.

## Religia
W NRD największą grupą wyznaniową stanowili wyznawcy Kościoła Ewangelickiego. Konstytucja Niemieckiej Republiki Demokratycznej z 1949 roku zagwarantowała kościołom prawa, które w późniejszym okresie częściowo respektowano. W 1954 roku wprowadzono Jugendweihe będący komunistycznym obyczajem wprowadzonym jako odpowiednik protestanckiej konfirmacji. W 1957 roku utworzono urząd sekretarza stanu do spraw kościołów. W 1963 roku kościoły ewangelickie opublikowały Dziesięć artykułów o wolności i służbie Kościoła. Nowa konstytucja Niemieckiej Republiki Demokratycznej z 6 kwietnia 1968 roku zagwarantowała swobodę sumienia i wiary (art. 39). 10 września 1969 roku w Poczdamie zebrał się pierwszy synod Federacji Kościołów Ewangelickich w NRD, który usankcjonował podział Kościoła ewangelickiego w następstwie podziału Niemiec. Działające na terenach Wschodnich Niemiec i Berlina Wschodniego osiem kościołów należących do Ewangelickiego Kościoła Niemiec (niem. Evangelische Kirche in Deutschland, EKD) założyło odrębną federację i wystąpiło do EKD. Do nowo powstałej Federacji Ewangelickich Kościołów w NRD należały: Anhalt, Berlin-Brandenburgia, Zgorzelec, Greifswald, Meklemburgia, prowincja kościelna Saksonia oraz Saksonia i Turyngia. W 1983 roku z okazji 500. rocznicy urodzin Marcina Lutra Kościół (z poparciem państwa) zorganizował obchody „Roku Lutra”.
Na początku lat 70. Federacja Ewangelickich Kościołów w NRD wprowadziła do swojej działalności formułę „Kościół w socjalizmie”, która określała postawę kościołów ewangelickich w państwie. Porozumienie kościoła i władzy wykorzystała SED w propagandzie, twierdząc, że Kościół ewangelicki jest największą niekomunistyczną organizacją popierającą NRD. W zamian za ustępstwa Kościół otrzymał pewną niezależność na swoim terytorium – władze nie mogły zakazywać organizowania kościelnych imprez, czy też aresztować osób na terenie kościelnym. W latach 70. doszło do niewielkiego odprężenia w stosunkach między państwem a Kościołem ewangelickim. Podczas spotkania Ericha Honeckera i biskupa Albrechta Schönherra 6 marca 1978 roku państwo zgodziło się na poprawę warunków działalności kościelnej.
Problemy Kościoła ewangelickiego wyszły na jaw po publicznym samospaleniu Oskara Brüsewitza w 1976 roku. Wzrost napięcia w stosunkach państwo–Kościół pojawił się w 1988 roku. Uzyskanie azylu na terenie kościoła pozwoliło członkom opozycji na uformowanie ruchu społecznego oporu. Pod koniec lat 80. ok. 3 tys. osób korzystało z prawa zakazującego władzom aresztowania osób na terenie kościoła.
Stosunki pomiędzy EKD a Federacją Ewangelickich Kościołów w NRD nie były wolne od napięć. Na początku lat 80. XX w. Kościoły NRD były potrzebne państwu do wspierania jego „pokojowej polityki”, lecz nie miały możliwości wpływania na decyzje kół polityczno-wojskowych. Na tej podstawie NRD formułowano stwierdzenia, które odrzucał EKD. W 1985 roku EKD w memoriale poparł demokratyczną formę państwa, traktowaną jako konsekwencję wiary chrześcijańskiej. Memoriał spotkał się z brakiem zrozumienia w Federacji Ewangelickich Kościołów. Zjednoczenie kościołów ewangelickich ogłoszono 17 stycznia 1990 roku w Deklaracji z Loccum. Ustawę regulującą kwestię zjednoczenia przyjęto w lutym 1991 roku. W czerwcu 1991 roku EKD ukonstytuowała się jako instytucja ogólnoniemiecka do której należą 24 kościoły.
W latach 80. do Kościoła katolickiego należało ok. 7% mieszkańców Niemieckiej Republiki Demokratycznej. Po podziale Niemiec nie zmieniono granic diecezji odpowiednio do przebiegu granic państwowych (przez co duże części terytorium NRD należały do diecezji w RFN). W 1973 roku wschodnie części diecezji zachodnioniemieckich otrzymały własnych administratorów apostolskich. W 1976 roku dla biskupów Niemieckiej Republiki Demokratycznej utworzono odrębną Berlińską Konferencję Episkopatu. W 1987 roku w Dreźnie odbyło się spotkanie katolików. Zjazd został odebrany jako pewne otwarcie Kościoła katolickiego na społeczne problemy Niemieckiej Republiki Demokratycznej. Berlińską Konferencję Episkopatu rozwiązano pod koniec 1990 roku.
W 2012 roku ponad 52% Niemców z dawnej NRD przyznawało, że nie wierzy w Boga (podczas gdy w zachodnich Niemczech taką deklarację składało 10% zapytanych).

## Różnice pomiędzy zachodnimi a wschodnimi landami
Po zjednoczeniu Niemiec zachodnie landy przeznaczyły wiele miliardów marek i euro na rozwój wschodnich landów. Pomimo dużych nakładów finansowych do dzisiaj wschodnie landy rozwijają się wolniej od zachodnich. W latach 1991–2013 z obszarów dawnego NRD wyjechało do zachodnich landów 3 mln 300 tys. osób. 2 mln 100 tys. mieszkańców zachodnich landów przeprowadziło się do NRD w celu zamieszkania z rodziną lub założenia biznesu. W latach 1989–2009 do nowych landów RFN trafiło 1,2 biliona euro.
W 1990 roku dochód narodowy wschodnich Niemiec spadł o 15%, a ponad 33% mieszkańców nie pracowało lub było zatrudnionych krótkoterminowo. Nasilający się kryzys gospodarczy wywołał antykohlowskie manifestacje inspirowane przez neonazistów we wschodnich miastach.
W lipcu 2009 roku instytut Forsa zapytał 1002 mieszkańców Niemiec, czy chcieliby powrotu muru berlińskiego i podziału państwa. 16% przebadanych Niemców z zachodnich landów oraz 10% ze wschodnich opowiedziało się za powrotem muru. Niezadowolenie mieszkańców z zachodu wynika przede wszystkim z konieczności płacenia „podatku solidarnościowego”, który przeznaczany jest na odbudowę byłej NRD. Z kolei niezadowolenie mieszkańców wschodu wynika z rozczarowania – pensje na wschodzie są niższe niż w zachodnich landach, a wysokie bezrobocie doprowadziło do wyludnienia niektórych obszarów. Przeprowadzone przez instytut Forsa badania z 2004 roku wykazały, że powrotu do podziału Niemiec pragnęło 25% mieszkańców zachodnich landów oraz 12% wschodnich.